# Akpaku Evelia

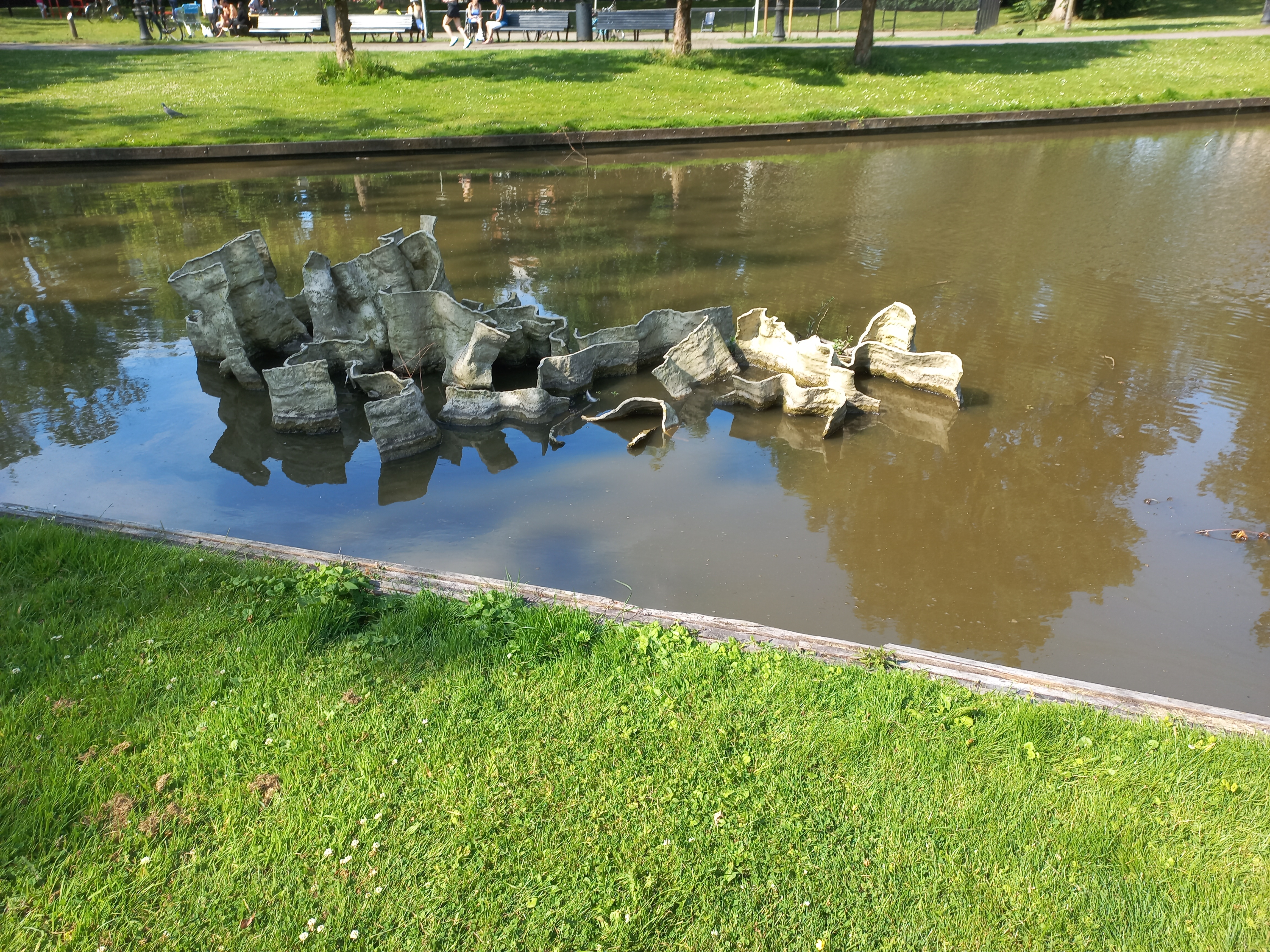
Het beeld (juli 2025)

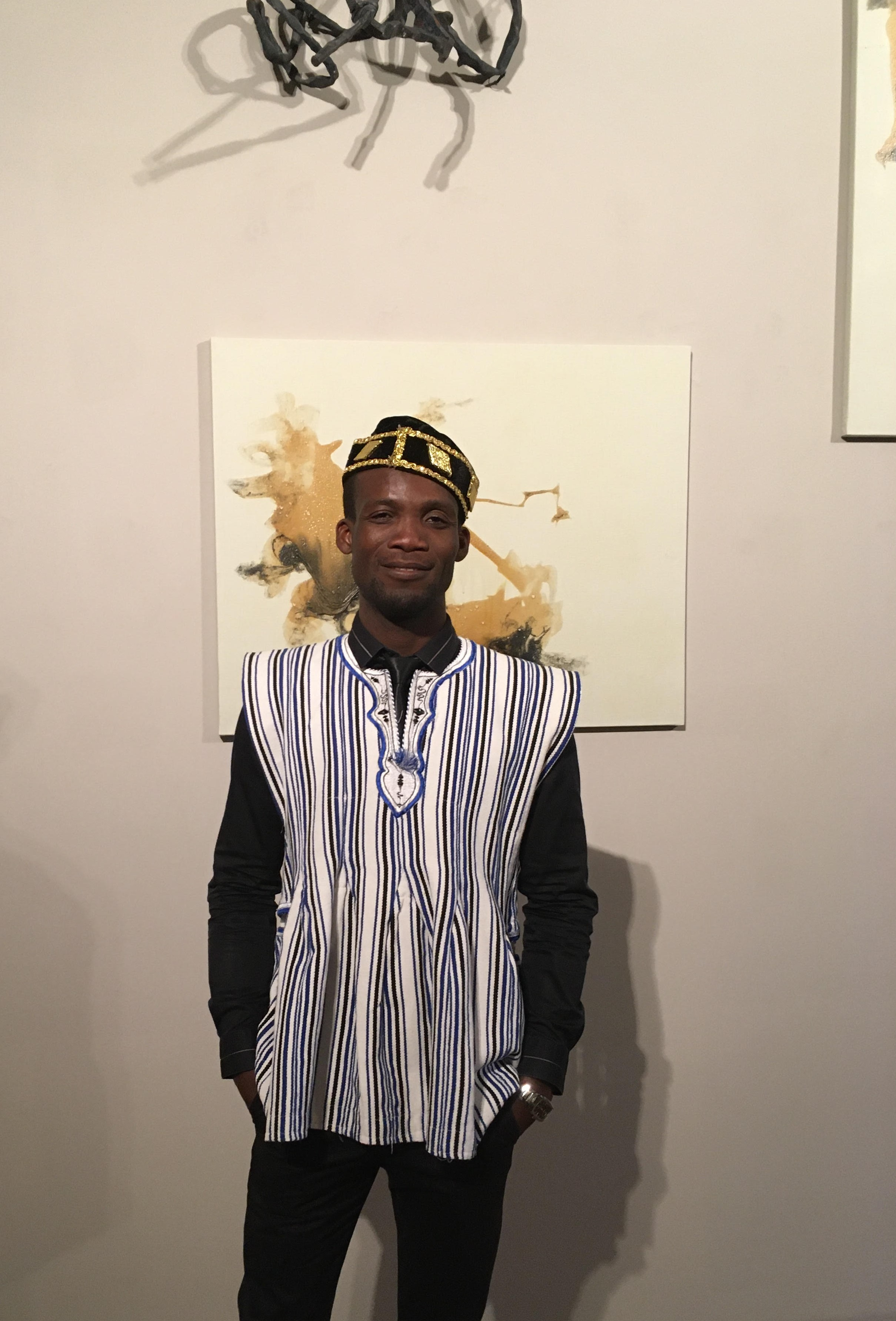
De kunstenaar (2021)

Akpaku Evelia (kalebas) is een artistiek kunstwerk in Amsterdam-Oost. Het is ontworpen door Kokou Ferdinand Makouvia (1989, Togo).
Het Oosterpark kent een uitgebreide verzameling kunst in de openbare ruimte. De werken dateren van lang geleden of zijn hedendaags. Van de eerste categorie zijn er de limietpalen Oosterpark, uit de laatste categorie De Schreeuw. Vanaf december 2022 werd er in de vijver een keramieken beeld opgebouwd van Kokou. De kunstenaar kreeg zijn opleiding aan de kunstacademies te Abidjan en Valenciennes alsmede de École nationale supérieure des beaux-arts in Parijs en De Ateliers in Amsterdam. Hij werkt ook vanuit beide steden, maar ook uit Lomé. Kokou nam zelf het initiatief tot plaatsing en kon daarbij gebruik maken van het potje “gebiedsgebonden subsidie voor kunst en cultuur” van Stadsdeel Oost. Oost keurde zijn plan goed en deed een financiële bijdrage. Kokou had toen al exposities in Parijs, Eindhoven, Dakar, Amiens, New York, Rotterdam en Ekpui (Togo) achter de rug.
Als basis van het werk werd een keramieken versie van een veld kropsla gemaakt; een herinnering van Kokou aan zijn geboorteland. Als afsluiting werd in mei 2023 een kalebas in het kunstwerk geplaatst. De kalebas vertegenwoordigt in de cultuur van de Ewe  de binding van het verleden met het heden. Het geheel werd mede opgebouwd door voorbijgangers en moet gesprekken op gang brengen tussen die voorbijgangers. De binding met het Oosterpark werd gevonden in de botten die hier en daar nog in de grond zitten van de oude Oosterbegraafplaats. Ook de jaarlijkse herdenking en viering van Keti Koti bij het Nationaal Monument Slavernijverleden bracht binding tussen beeld en park.
Het lag in de bedoeling dat het kunstwerk tijdelijk was (tot augustus 2023, zie Oost on line), maar is in de zomer van 2025 nog aanwezig.